# BHD-3
BHD-3 – polski system konstrukcyjno-montażowy budynków inwentarskich stosowany w latach 70. i 80. XX wieku.

## Konstrukcja
Budynki w systemie BHD-3 tworzone były z drewnianych ram, rozstawionych podłużnie co trzy metry, o rozpiętości od 10,5 do 18,9 metra. Obiekty można było przykrywać płytami azbestowo-cementowymi ułożonych na płatwiach drewnianych. Strop podwieszany realizowano z falistych płyt azbestowo-cementowych, folii polietylenowej i wełny mineralnej. Ściany osłonowe wznoszono z elementów cokołowych żelbetowych typu WPS oraz elementów ściennych typu WPL (dwie płyty azbestowo-cementowe z wypełnieniem z wełny mineralnej).